# Mulefoot
Le mulefoot est une race porcine des États-Unis. 

## Origine
Elle doit son nom, pied de mule en français, à une mutation génétique qui lui donne un sabot entier, non fendu comme chez les autres porcins, donnant une empreinte du même type que celle des mules.
L'origine est floue, probablement celle de porcs espagnols amenés sur la côte est de l'Amérique dès le XVIe siècle. Cette race partage une histoire commune avec la race choctaw jusqu'aux années 1800. À partir du début du XXe siècle, la population est homogène et plus de 200 élevages s'échelonnaient le long du fleuve Mississippi. En 2006, il ne restait qu'environ 200 animaux pure race dans le Missouri.

## Description
Elle porte une robe noire velue parfois taché de blanc. Hormis ses sabots non fendus, il a des ressemblances avec la race poland china.
La tête est petite par rapport au corps, les petits yeux sont écartés et les oreilles érigées vers l'avant. Le corps est musclé et large.

## Aptitudes

### Élevage
C'est un animal bien adapté à l'élevage extensif. Sa couleur sombre permet un élevage en plein air sans risque vis-à-vis du soleil. 
Les truies sont moyennement fertiles avec des portées de 5-6 porcelets, même si elles peuvent parfois atteindre 12 petits. Elles sont de bonnes mères, calmes et bonnes nourrices.

### Production
Cette race a dû son engouement à la qualité de sa viande, de son lard et de ses jambons.